# Sekundærrute 283
De Sekundærrute 283 is een secundaire weg in Denemarken. De weg loopt van Sakskøbing via Herritsle naar Nysted. De Sekundærrute 283 loopt over het eiland Lolland en is ongeveer 17 kilometer lang.